# Полковник Иваново
Полковник Иваново е село в Североизточна България. То се намира в община Добричка, област Добрич.

## История
Селото носи името на командира на 16-и пехотен полк полковник Йордан Ангелов Иванов, починал през Първата световна война в Карамурат.
Стари имена на селото са били Киринджи (от турски – камила) и Сотирово.

## Население
Преброяване на населението през 2011 г.
Численост и дял на етническите групи според преброяването на населението през 2011 г.:
|                     | Численост | Дял (в %) |
| Общо                | 94        | 100,00    |
| Българи             | 86        | 91,48     |
| Турци               | 0         | 0,00      |
| Цигани              | 7         | 7,44      |
| Други               | 0         | 0,00      |
| Не се самоопределят | 0         | 0,00      |
| Неотговорили        | 1         | 1,06      |

## Религии
Жителите са източноправославни християни.

## Обществени институции
Кметско наместничество към община Добрич.

## Редовни събития
Селският събор: се провежда на 3 юни (св. св. Константин и Елена по стар стил).